# José Echegaray y Eizaguirre
José Echegaray y Eizaguirre (19. dubna 1832, Madrid – 4. září 1916, Madrid) byl španělský dramatik, politik, matematik a ekonom, nositel Nobelovy ceny za literaturu z roku 1904, kterou obdržel společně s francouzským básníkem Frédéricem Mistralem.

## Biografie
Jeho otec, José Echegaray Lacosta, byl lékař a středoškolský učitel, původem ze Zaragozy, a jeho matka, Manuela Eizaguirre Charler, pocházela z Azcoitie v provincii Guipúzcoa. Měl bratry dramatika Miguela (1848–1927) a spisovatele Pastora (1850–1898).
José Echegaray y Eizaguirre byl od mládí obdivovatelem divadla, vystudoval však technické obory a ekonomii. Uplatnil se i v politice – byl členem španělské vlády. Jako dramatik si zachovával přísný morální pohled na umělecké zobrazování lidských osudů a setkával se nadšeným souhlasem četných obdivovatelů. Objevovaly se však i přísné kritické hlasy. Říkalo se, že jeho dramata mají podobu rovnic a matematických problémů, protože jsou psána z pohledu matematika a veřejného činitele, který etické hodnoty neúprosně staví proti slabostem člověka. Nikdo však nemohl popřít, že jeho díla se vyznačují hlubokým mravním pojetím.
Echegeray je autorem asi šedesáti dramat, jejichž hybnou silou je romantická vášnivost a osudovost, na něž se napojuje pozitivistická didaktičnost. Některé jsou psány ve verších. Byly vypočítány na efekt a dočasně zaujaly i diváky v zahraničí (dnes je Echegeray v podstatě téměř neznámým autorem). Roku 1904 mu byla společně s francouzským básníkem Frédéricem Mistralem udělena Nobelova cena za literaturu „… se zřetelem k obsáhlému a geniálnímu dílu, které samostatným a originálním způsobem oživilo velké tradice španělského dramatu.“ (citace z odůvodnění Švédské akademie).

## Dílo

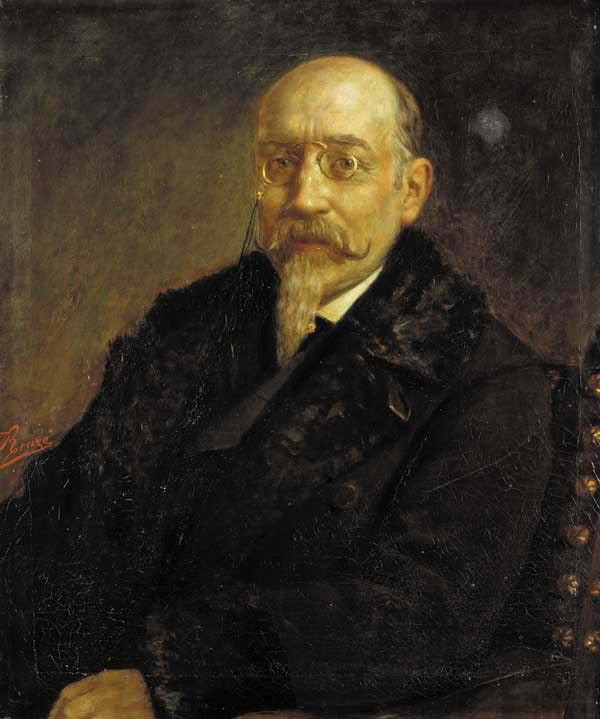
José Echegaray y Eizaguirre

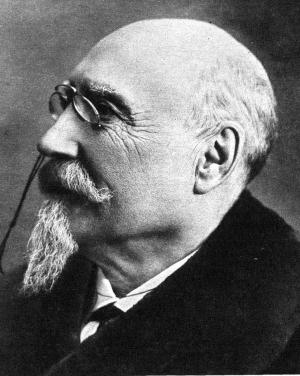
José Echegaray y Eizaguirre

- El libro talonario (1874, Šeková knížka).
- La esposa del vengador (1874, Mstitelova žena).
- En puño de la espada (1875, Jílec meče).
- O locura o santidad (1877, Světec či blázen).
- En el pilar y en la cruz (1878, Hranice a kříž).
- En el seno de la muerte (1879).
- La muerte en los labios, (1880).
- El gran Galeoto (1881, Velký Galeoto).
- Lo sublime en lo vulgar (1890).
- En crítico incipiente (1891).
- Malas Herencias (1892).
- El hijo de Don Juan (1892, Syn dona Juana).
- El estigma (1895, Znamení).
- Mancha que limpia (1895).
- Mariana (1895).
- La duda (1898, Nejistota).
- El loco dios (1900, Šílený bůh).
- A fuerza de arrastrarse (1905).
- Recuerdos (1917, Vzpomínky).

## Česká vydání
- Velký Galeotto, Mamert Knapp, Praha 1892, překlad Jan Kühnl
- Světec či blázen? Jaroslav Pospíšil, 1893, překlad Jaroslav Vrchlický[4]
- Mariana, Jaroslav Pospíšil, 1894, překlad J. Vrchlický[5]
- Mstitel, Mamert Knapp, Praha 1908, překlad Bohdan Lachmann
- Hodinář, Josef R. Vilímek, Praha 1914, in: 1000 nejkrásnějších novel... č. 64, úvod František Sekanina, překlad Karel Drzka
- Šílený bůh, Nakladatelské družstvo Máje, Praha 1937, překlad a úvod Jaromír Borecký[6]